# Ordan-Larroque
Ordan-Larroque è un comune francese di 951 abitanti situato nel dipartimento del Gers nella regione dell'Occitania.

## Società

### Evoluzione demografica
Abitanti censiti